# Indokina
Indokina, odnosno Indokineski poluotok, je dio Indija u Jugoistočnoj Aziji a obuhvaća njene dijelove koji od azijskog kopna ulaze u Južno kinesko more.
Naziv je izveden od ranijeg naziva francuske kolonije "Francuska Indokina", koja je obuhvaćala velike dijelove poluotoka, a povezan je i s kulturnim utjecajima koje su na to područje imali Kina (na Vijetnam) i Indija (na Kambodžu, Laos i Tajland).
Indokineski poluotok leži između Sijamskog (često se naziva i Tajlandski zaljev) i Tonkinškog zaljeva, oba zaljevi Južnokineskog mora, koje je, opet, rubno more Tihog oceana (Pacifika). U zemljopisnom smislu, na poluotoku su cijela Kambodža, južni dio Laosa, istočni dio središnjeg Tajlanda i središnji i južni dio Vijetnama, područja jugoistočno od zamišljene crte između Bangkoka kao najzapadnije točke Indokineskog i najistočnije točke Malajskog poluotoka, i Tonkinškog zaljeva.
Sjeverno odnosno sjeverozapadno od te crte, poluotok prelazi u azijski kontinent.  
Indokina se sastoji od područja sljedećih država:
- u užem smislu, samo nekadašnja kolonijalna Francuska Indokina:

- Kambodža
- Laos
- Vijetnam
- istočni dio danas središnjeg dijela Tajlanda i Isaan

- u širem smislu, koristi se i naziv kopneni dio Jugoistočne Azije, što uključuje:

- Poluotočni dio Malezije (Malajski poluotok, ali ne i malajske otoke)
- Mianmar (ranije Burma i dio Britanske Indije do 1937.)
- Tajland (ranije Siam)

## Otoci
U područje Indokine ubrajaju se još i otoci:
- Dao Phu Quốc
- Ko Chang
- Ko Kut

Glavna religija ovog područja su Theravada i Hinayana budizam. U Vijetnamu prevladava Mahayana budizam, dok je Malezija multireligiozna s islamom kao glavnom religijom, a budistima, hinduistima i kršćanima kao najvećim manjinama. 